# 印度副雙邊魚
印度副雙邊魚為輻鰭魚綱鱸形目鱸亞目雙邊魚科的其中一個種，分布於亞洲印度及緬甸的淡水流域，體長可達3公分，生活在池塘、溝渠，屬肉食性。